# دراسات الترجمة (مجلة)
دراسات الترجمة، هي triannual لاستعراض الأقران مجلة أكاديمية تغطي دراسات الترجمة. تأسست في عام2008ونشرتها روتليدج. رئيسة التحرير كارول أوسوليفان ( جامعة بريستول ).

## الاستخلاص والفهرسة
المجلة مجردة ومفهرسة في:
- فهرس الاستشهادات في الآداب والعلوم الإنسانية [1]
- المحتويات الحالية / العلوم الاجتماعية والسلوكية
- المحتويات الحالية / الآداب والعلوم الإنسانية
- قواعد بيانات EBSCO
- الملخصات اللغوية عبر الإنترنت
- ببليوغرافيا MLA الدولية
- فهرس الاستشهادات في العلوم الاجتماعية

وفقًا لتقارير Journal Citation Reports ، فإن عامل التأثير للمجلة لعام 2014 يبلغ 0.649 

## روابط خارجية
- الموقع الرسمي